# 教育大学

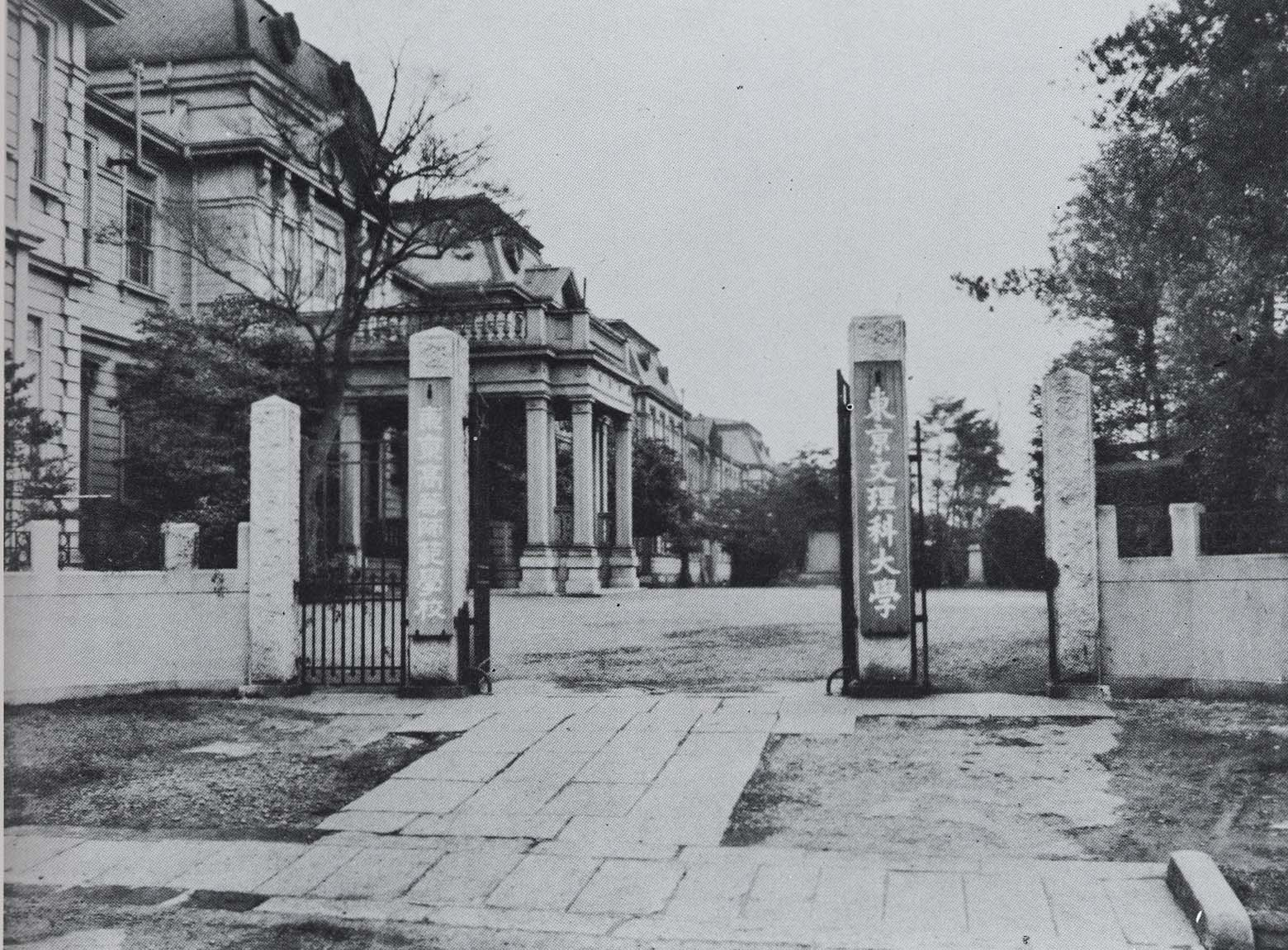
東京文理科大学

教育大学（きょういくだいがく, Teacher training college, normal school）とは、教育に関する研究・教育の他、教育学部といった、教育関係職員（教員）を養成する課程がある高等教育機関であり、教員養成機関のひとつ。
なお、教育大学の内容説明（概要・一覧など）に関しては総合大学の教育学部と重複する場合もあるので、当該項目を参照。

## 日本
かつて日本には師範学校が存在した。現在は改組されている。

### 日本の教育系大学一覧
教育学部の他、文化教育学部、教育人間科学部、教育文化科学部、教育地域科学部、教育福祉科学部、人間発達学部、教育地域文化学部などの名称を持つ学部がある大学も含む。
国立
- 北海道大学
- 北海道教育大学
- 弘前大学
- 岩手大学
- 東北大学
- 宮城教育大学
- 秋田大学
- 山形大学
- 福島大学
- 東京大学
- 東京学芸大学
- 茨城大学
- 筑波大学
- 宇都宮大学
- 群馬大学
- 埼玉大学
- 千葉大学
- 横浜国立大学
- 新潟大学
- 上越教育大学
- 山梨大学
- 信州大学
- 富山大学
- 金沢大学
- 福井大学
- 岐阜大学
- 静岡大学
- 名古屋大学
- 愛知教育大学
- 三重大学
- 滋賀大学
- 京都大学
- 京都教育大学
- 大阪教育大学
- 兵庫教育大学
- 神戸大学
- 奈良教育大学
- 和歌山大学
- 島根大学
- 鳥取大学
- 岡山大学
- 広島大学
- 山口大学
- 鳴門教育大学
- 香川大学
- 愛媛大学
- 高知大学
- 福岡教育大学
- 九州大学
- 佐賀大学
- 長崎大学
- 熊本大学
- 大分大学
- 宮崎大学
- 鹿児島大学
- 琉球大学

私立
- 北翔大学
- 宮城学院女子大学
- 東北福祉大学
- 白鷗大学
- 育英大学
- 高崎健康福祉大学
- 共栄大学
- 文教大学
- 秀明大学
- 敬愛大学
- 淑徳大学
- 聖徳大学
- 開智国際大学
- 川村学園女子大学
- 青山学院大学
- 創価大学
- 玉川大学
- 帝京大学
- 帝京科学大学
- 東京福祉大学
- 日本体育大学
- 明星大学
- 武蔵野大学
- 早稲田大学
- 関東学院大学
- 鎌倉女子大学
- 松本大学
- 常葉大学
- 東海学園大学
- 椙山女学園大学
- 愛知東邦大学
- 名古屋芸術大学
- 金沢学院大学
- 中部学院大学
- 岐阜聖徳学園大学
- 皇學館大学
- 畿央大学
- 奈良学園大学
- 和歌山信愛大学
- 京都女子大学
- 大谷大学
- 佛教大学
- 関西福祉科学大学
- 桃山学院教育大学
- 大阪大谷大学
- 四天王寺大学
- 大阪体育大学
- 大阪樟蔭女子大学
- 大阪信愛学院大学
- 大阪成蹊大学
- 千里金蘭大学
- 大和大学
- 相愛大学
- 園田学園女子大学
- 武庫川女子大学
- 関西学院大学
- 芦屋大学
- 神戸松蔭女子学院大学
- 神戸親和大学
- 神戸常盤大学
- 関西国際大学
- 兵庫大学
- 姫路大学
- 関西福祉大学
- 岡山理科大学
- 環太平洋大学
- 就実大学
- くらしき作陽大学
- 広島文教大学
- 安田女子大学
- 山口学芸大学
- 中村学園大学
- 宮崎国際大学
- 南九州大学

## ヨーロッパ
- 高等師範学校 (フランス) （ENS）
- ピサ高等師範学校

## 中華人民共和国
教育大学のことを基本「師範大学」（または師範学院）と呼ぶ。総合大学に教育学院または教師教育学院を設置することもある。
師範大学：
- 北京師範大学
- 南京師範大学
- 華東師範大学

教育学院または教師教育学院：
- 西南大学教師教育学院[1]
- 徳州学院教師教育学院[2]

中国近代史上最初の師範学校としては、1897年設立の南洋公学（zh:南洋公学）の「師範院」がある。師範院は日本の師範学校の制度を導入して付設された。